# Črniče
Črniče (wł.: Cernizza Goriziana) – wieś w Słowenii w gminie Ajdovščina. We wsi znajduje się kościół parafialny pod wezwaniem św. Vitusa, należący do Diecezji Koper.